# Бібліотека імені М. Коцюбинського (Краматорськ)
Бібліотека-філія № 9 ім. М.Коцюбинського — структурний підрозділ централізованої системи публічних бібліотек м. Краматорська Донецької області. Бібліотека є бібліотекою сімейного читання.

### Історія розвитку бібліотеки.
Заснована в 1973 році. Розташована в окремій будівлі за адресою: вул. Курортна, 21, м. Краматорськ.
У 2010 році бібліотека отримала грант від міжнародного фонду IREX на відкриття Інтернет-центру, і відтоді мала доступ до мережі Інтернет із двома місцями для роботи користувачів.
У 2012 році бібліотека взяла участь у міському громадському конкурсі на звання «Краща бібліотека — філія 2012 року» і зайняла 2 місце, результатом якого стало придбання третього комп'ютера. Таким чином, у бібліотеці з'явилося 3 робочих місця, що мають доступ до мережі Інтернет.

### Сьогодення
Нині бібліотека обслуговує територію з населенням 4200 осіб. Бібліотечний фонд на 1 січня 2016 року становить 12949 примірників. Бібліотечний штат — 1 працівник.